# Marius Wörl
Marius Wörl (* 5. April 2004 in Wolnzach-Gosseltshausen) ist ein deutscher Fußballspieler, der bei Hannover 96 unter Vertrag steht.
Von 2023 bis 2025 hat Wörl auf Leihbasis bei der, zu der Zeit drittklassigen, Arminia Bielefeld gespielt und war maßgeblich am Erfolg der Arminia in der DFB-Pokal Saison 2024/25 beteiligt.

## Karriere

### Verein
Nach seinen Anfängen beim TSV Rohrbach wechselte er schon früh in die U8 des FC Bayern München und nach einigen Jahren im Sommer 2018 innerhalb der Stadt in die Jugendabteilung des TSV 1860 München. Für seinen Verein bestritt er fünf Spiele in der B-Junioren-Bundesliga und  vier Spiele in der A-Junioren-Bundesliga. Im Sommer 2022 kam er zu seinem ersten Einsatz im Profibereich in der 3. Liga, als er am 16. September 2022, dem 9. Spieltag, beim 3:1-Heimsieg gegen den FC Erzgebirge Aue in der 80. Spielminute für Daniel Wein eingewechselt wurde.  Unter dem neuen Trainer von 1860 München, Maurizio Jacobacci, entwickelte er sich in der Rückrunde zum Stammspieler.
Im Sommer 2023 wechselte er zu Hannover 96 in die 2. Bundesliga. Ende August 2023 wurde er für den Rest der Spielzeit an den Drittligisten Arminia Bielefeld verliehen. Mit der Arminia gewann er den Westfalenpokal 2023/24 durch einen 3:1-Sieg über den SC Verl sowie den Westfalenpokal 2024/25. In der erfolgreichen DFB-Pokal-Saison 2024/25 der Bielefelder gelang Wörl zweimal der Treffer zum 1:0-Zwischenstand, im Zweitrundenspiel gegen Union Berlin sowie im Viertelfinale gegen Werder Bremen. Beim Bielefelder 2:1-Sieg im Halbfinalspiel gegen Titelverteidiger Bayer 04 Leverkusen erzielte Wörl den zwischenzeitlichen Ausgleich.
Trotz großer Bemühungen, gelang es Arminia Bielefeld nicht sich mit Hannover 96 über einen dauerhaften Verbleib Wörls in Bielefeld zu einigen, weshalb er ab der Saison 2025/26 wieder für Hannover spielt, wo sein Vertrag noch bis mindestens 2027 läuft.

### Nationalmannschaft
Wörl bestritt im Jahr 2022 für die U19 des DFB zwei Spiele. Im September 2023 folgten zwei Einsätze für die U20.

## Titel
- Deutscher Drittligameister und Aufstieg in die 2. Bundesliga: 2025 (Arminia Bielefeld)
- Westfalenpokalsieger (2): 2024, 2025 (Arminia Bielefeld)